# 喘鳴症
喘鳴症（ぜんめいしょう、ぜいめいしょう）は、馬の咽頭で発生する病気のひとつである。俗称として喉鳴り（のどなり）とも呼ばれる。
競走馬にとっては競走能力を阻害する故障のひとつであり、クラシック二冠馬タニノムーティエやゴールドアリュールが引退に追い込まれた。

## 分類

### 喉頭片麻痺
喘鳴症はその症状によっていくつかに分類することが出来るが、喉頭片麻痺による声門裂の開放不全が主な原因とされる。ノドが「ヒューヒュー」という乾いた音を鳴らす症状。気道の入り口には披裂軟骨の小角突起があり、背側輪状披列筋が収縮することで左右の小角突起が引っ張られ、声門裂が大きく開くことによって空気を気管内に取り込みやすくしている。この筋肉が麻痺すると開かなくなった小角突起が声門裂に垂れ下がって気道が狭まり、罹患馬は運動負荷が一定のレベルを超えると換気量が十分に確保できなくなる。
喉頭片麻痺の原因は定かではないが、そのほとんどが脳から出た迷走神経が胸腔内で分枝し、再び喉頭まで戻る（反回する）反回喉頭神経の麻痺によって発症する。麻痺はほぼ左側の神経に起こる（99%以上）。この原因もまた定かではないが、反回喉頭神経は馬の神経の中でも長い部類に入り、特に左側の神経は右側より長くなるために神経の軸索輸送に障害が起こるのでないかとする説がある。
このほか、喉頭片麻痺の発症原因として遺伝性疾患説、呼吸器感染起因説がある。JRA競走馬総研によれば、遺伝による喉頭片麻痺の発症率は23%とされる。500㎏を超える大型の牡馬に発症例が多いとの報告もある。
診断は内視鏡検査で行われるが、症状が軽度の場合はトレッドミルを使用した高速走行状態での内視鏡検査が必要な場合もある。治療に際して最も効果が期待できるとされるのが、開かなくなった小角突起を糸で引っ張りあげて喉頭の入り口を拡げる喉頭形成術であるが、相当数の症例が費用やリスクに見合った結果を出していない。また、術後には様々な合併症も報告されている。一方、最大の成功例はダイワメジャーで、術後にG1競走4勝を挙げて8億円を超える賞金を稼いだ。

### 軟口蓋の背方変位
馬が食物を摂取する際に気道をふさぐ役割をする喉頭蓋が通常喉頭蓋の下のある軟口蓋に潜り込んでしまい、呼息性、つまり息を吐く時の閉塞疾患を引き起こす。喉頭片麻痺が「ヒューヒュー」と鳴るのに対し、こちらは「ゴロゴロ」「ゲロゲロ」「ブルブル」と鳴る。内視鏡検査の普及によって認知されてきた症状であり、育成期の1歳馬、2歳馬によく見られる。

### 喉頭蓋エントラップメント
喉頭蓋の根元にあるヒダが持ち上がってしまい、喉頭蓋を覆ってしまう症状。持ち上がってしまった部位を切開することで治療される。発症例は少ないが、シーキングザパール、グランアレグリア、リンカーン、シャフリヤール、ゴンバデカーブースなどが喉頭蓋エントラップメントを発症している。